# Turdus fumigatus
El tordo acanelado, mirla cacao, paraulata acanelada o zorzal chocolate (Turdus fumigatus) es una especie de ave paseriforme de la familia Turdidae que vive en Sudamérica y algunas Antillas.

## Distribución y hábitat
El hábitat de este tordo de gran tamaño son las selva húmeda densas. 
Se encuentra en Anguilla y Antigua and Barbuda, Barbados, Bolivia, Brasil, Colombia, Dominica, Granada, Guadeloupe, la Guayana francesa, Guyana, Martinica, Montserrat, San Cristóbal y Nieves, Santa Lucía, San Vicente y las Granadinas, Surinam, Trinidad y Tobago y Venezuela.
En Sudamérica el área de distribución del tordo acanelado que se extiende por la cuenca del Amazonas y el escudo guayanés se divide en dos zonas separadas. Hay una población de tamaño medio que vive en la costa suroriental de Brasil, esta estrecha franja costera mide 300 km de ancho y se extiende del estado de Alagoas en el norte hasta el Río de Janeiro, por unos 2300 km. La otra zona de distribución de la especie está en el noreste de Colombia y el sur de Venezuela y el escudo guayanés.

## Descripción
El tordo acanelado mide entre 22–24 cm long. Es de color pardo rojizo oscuro en las partes superiores y más claro a medida que se acerca el vientre. Hay cinco subespecie pobremente definidas, que se diferencian principalmente por la coloración de su plumaje. Ambos sexos son de apariencia similar, aunque los juveniles tienen colores más apagados y es corriente que tengan las plumas de las partes con bordes moteados.
El tordo acanelado se alimenta principalmente en el suelo o sus inmediaciones de insectos, especialmente hormigas, y otros invertebrados y de algunas bayas. Es una especie asustadiza, aunque en Trinidad son más osados y se acercan a los comederos.
Su canto es un gorjeo melodioso y además emite una gran variedad de llamadas típicas de los tordos como chuck y chak.

## Reproducción
Sus grandes nidos están hechos de ramitas y tiene forma de cuenco. Los sitúan en las ramas bajas de los árboles o sobre las helechos arborescentes. Ponen dos o tres huevos de color azul verdoso con motas rojizas que incuban las hembras durante 13 días. Los pollos tardan en abandonar el nido de 13–15 días.